# KS Cukierki Odra Brzeg
Le KS Cukierki Odra Brzeg est un club polonais féminin de basket-ball appartenant à la PLKK, soit le plus haut niveau du championnat polonais. Le club est basé dans la ville de Brzeg

## Entraîneurs successifs
- Depuis ? : Krzysztof Kubiak